# Anatolij Hryciuk
Anatolij Petrowycz Hryciuk (ur. 2 stycznia 1955) – ukraiński działacz samorządowy, przewodniczący Wołyńskiej Rady Obwodowej od 12 maja 2006 do 18 listopada 2010.
W 1982 ukończył Lwowski Instytut Rolniczy, i rozpoczął pracę jako agronom. W latach 1983–1996 był dyrektorem kołchozu „Prawda”.
W latach 1994–1995 był radnym rady obwodowej, pracując jednocześnie jako asystent  Instytutu Agroekologii i Biotechnologii Ukraińskiej Akademii Nauk Rolniczych.